# Commitment scheme
I kryptografi avses med ett commitment scheme (lojalitetssystem) att man kan åta sig ett valt värde (eller valt uttalande) och samtidigt hålla det dolt för andra, med möjlighet att avslöja värdet senare. Commitment scheme är konstruerade så att en part inte kan ändra värdet eller uttalande efter att de har accepterat det: det betyder att commitment scheme är bindande. Commitment scheme har viktiga tillämpningar inom ett antal kryptografiska protokoll inklusive säker coin flipping, zero-knowledge proofs och secure computation.